# Gare de Berlin-Lichtenrade
La gare de Berlin-Lichtenrade est une gare ferroviaire allemande de la ligne de Berlin à Dresde. Elle est située dans le quartier de Lichtenrade à Berlin.

## Situation ferroviaire
La gare de Berlin-Lichtenrade est située au point kilométrique (PK) 13,8 de la ligne de Berlin à Dresde, entre les gares de Berlin Schichauweg et de Mahlow.

## Histoire
Le 17 juin 1875 ouvre la ligne de chemin de fer de Berlin à Dresde. Huit ans plus tard, le village de Lichtenrade reçoit un arrêt sur la ligne à voie unique, ouverte le 1er juin 1883. La plate-forme latérale de 30 mètres de long est au sud de la Bahnhofstrasse actuelle. À partir de 1875, la voie de la ligne militaire royale prussienne passe du côté ouest, elle est démantelée après la Première Guerre mondiale en 1919.
En 1892, la ligne est étendue à deux voies, au nord de la Bahnhofstrasse, le bâtiment de la gare à deux étages est construit en maçonnerie de briques jaunes. Les salles de service sont au rez-de-chaussée du bâtiment fonctionnel sans fioritures et l'appartement du maître de gare est à l'étage supérieur. Au nord, une résidence est construite dans le même style, entre les deux il y a des bâtiments commerciaux d'un étage et des toilettes.
La plate-forme latérale est remplacée en 1909-1910 par une plate-forme centrale à l'emplacement actuel. Une voie de chargement et l'embranchement particulier d'une malterie sont construits du côté est.
Un tunnel piétonnier est construit à partir de la tête sud de la plate-forme afin que les passagers puissent atteindre les trains même lorsque la barrière ferroviaire entre Bahnhofstrasse et Prinzessinnenstrasse est fermée sur les deux rues. Des abris vitrés en "architecture à effet de serre" sont construits au-dessus des escaliers côté rue, qui portent des panneaux avec le nom de la station Lichtenrade sur les portes. La vente de billets et une inspection des billets a lieu à un comptoir situé dans le troisième abri à la transition vers la plate-forme.
Le toit de la plate-forme est construit avec seize supports centraux. Une salle de service, une salle d'attente et un cabinet de toilette sont créés sur le quai. Un kiosque est ajouté en 1925. Un bunker est ajouté pendant la Seconde Guerre mondiale. En 1939, la plate-forme est relevée de  20 cm dans le cadre de l'électrification de la ligne avec un rail d'alimentation latéral. Le trafic S-Bahn électrique commence le 15 mai 1939.
À la suite des combats de la Seconde Guerre mondiale, le trafic S-Bahn cesse en avril 1945. Le 19 août de la même année, le trafic local reprend sur une voie, d'abord avec des locomotives à vapeur, puis le 8 septembre avec des trains électriques. À partir de 1948, il y avait des connexions temporaires avec des wagons diesel vers Grünau sur le même côté de la plate-forme.
Après la construction du mur de Berlin, à partir du 13 août 1961, il n'y a plus de circulation ferroviaire au-delà de Lichtenrade au sud, la gare devient le terminus. Les barrières ferroviaires sont démontées, mais le tunnel d'accès continue de fonctionner. Les deux pistes se terminent sur des pare-chocs devant la Bahnhofstrasse. La boîte de signalisation Lrd à la tête nord de la station est fermée au tournant de 1977-1978, une seule voie de plate-forme est utilisée depuis lors.
Le 9 janvier 1984, la gestion de la S-Bahn passe de la Deutsche Reichsbahn à la Berliner Verkehrsbetriebe (BVG). Lichtenrade devient le point d'arrivée d'une ligne (restante) de la gare d'Anhalt. Le tunnel d'accès est fermé cette année-là et la plate-forme est alors élevée au niveau du sol. Le tunnel (couvert) et les trois abris vitrés de l'ancienne structure d'accès sont conservés. Deux d'entre eux continueront d'être utilisés comme abri à vélos et salle d'attente pour les autobus, et celui sur la plate-forme sera ouvert comme passage à l'arrière.
Lors de l'expansion à deux voies de la ligne jusqu'à Lichtenrade, un changement de voie double en forme trapézoïdale est construit et un parement est également créé du côté est. La table du nouveau boîtier de signalisation est logée dans le bâtiment de surveillance.
Après la réunification allemande, la ligne au-delà de Lichtenrade est reconstruite sur une voie (voie ouest), le passage à niveau est réactivé. Le 28 août 1992, l'extension de l'itinéraire, initialement vers Mahlow, entre en service.
Le 3 avril 2018, le poste d'aiguillage informatique Marienfelde entre en service, il contrôle également les systèmes de voie à la station Lichtenrade. Dans le même temps, le nouveau système de contrôle des trains S-Bahn Berlin (ZBS) entre en service. Contrairement à la procédure de traitement standard ZAT, le répartiteur ferroviaire de cette gare a lieu sous la supervision locale.